# Rue de Bois-Colombes
La rue de Bois-Colombes est une voie de communication des communes françaises de Courbevoie et de Bois-Colombes, dans les Hauts-de-Seine.

## Situation et accès

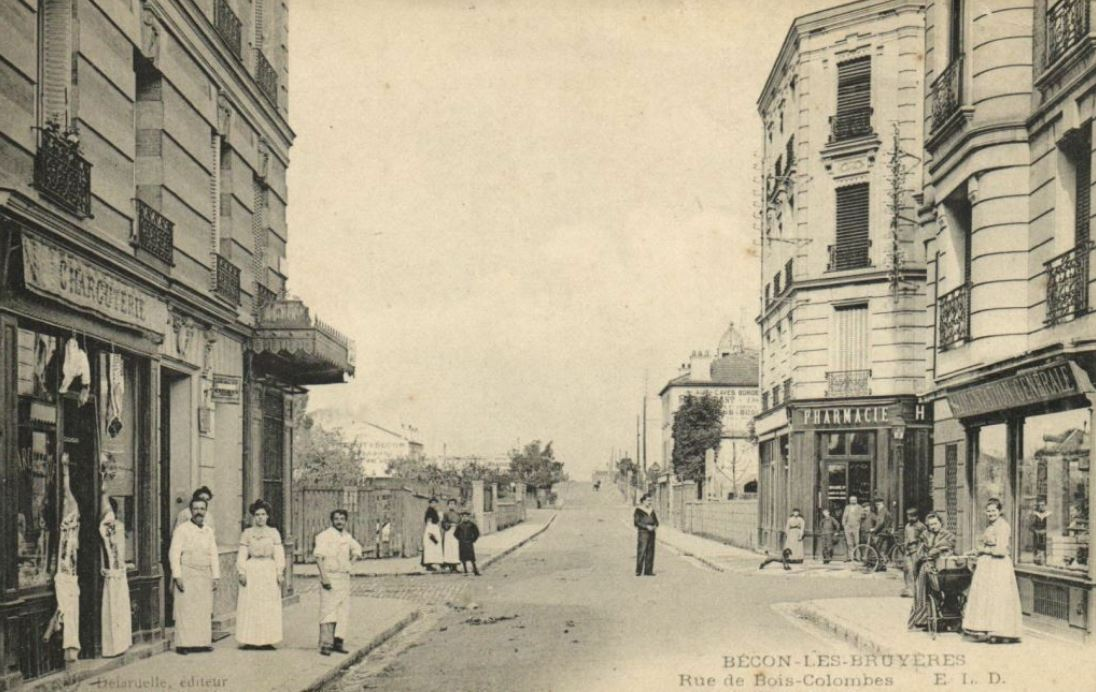
Rue de Bois-Colombes au Nord, croisant la rue Armand-Silvestre. Cette partie s'appelle désormais rue Édith-Cavell. Au fond, le pont des Bruyères.

Cette rue est immédiatement accessible par la gare de Bécon-les-Bruyères.
Elle passe sur deux ponts ferroviaires: Le pont des Bruyères au-dessus de la ligne de Paris-Saint-Lazare à Versailles-Rive-Droite, et le pont des Quinze-Perches qui franchit la ligne de Paris-Saint-Lazare à Saint-Germain-en-Laye.
L'ensemble du triangle délimité par la fourche des deux lignes de chemin de fer et la rue Raoul-Nordling, est consacré à des activités ferroviaires. Entre ces deux ponts, la rue des Messageries permet d'accéder à des terrains de la SNCF où se trouvaient autrefois les messageries de la Sernam.

## Origine du nom
Cette rue se dirige vers la commune de Bois-Colombes, d'où son nom.

## Historique

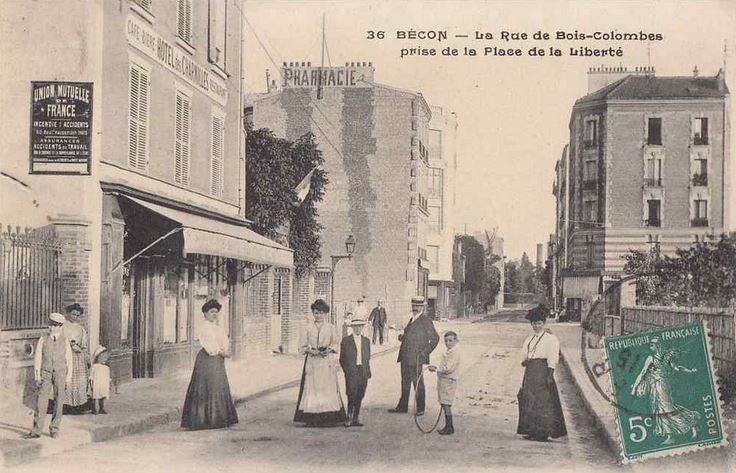
La rue de Bois-Colombes au sud de la place de la Liberté, aujourd'hui place de Belgique. Au fond se trouve le château de Bécon.

Cette rue constitue le chemin historique partant du château de Bécon et se dirigeant vers Bois-Colombes, par la route départementale D 12.
L'ancien pont des Quinze-Perches est cité en 1853 par Charles Dickens à propos d'un accident ferroviaire qui advint lorsqu'un rail se rompit, entraînant la collision de trois voitures avec une des piles du pont, occasionnant treize blessés. Ce pont est aussi mentionné dans les Annales de l'Assemblée nationale en 1876.
La partie au sud de la place de Belgique s'appelle désormais rue Edith-Cavell, du nom d'une infirmière britannique fusillée par les Allemands pour avoir permis l'évasion de centaines de soldats alliés de la Belgique alors sous occupation allemande pendant la Première Guerre mondiale.

## Bâtiments remarquables et lieux de mémoire
- Parc de Bécon